# Paiwas
Paiwas là một khu tự quản thuộc tỉnh Región Autónoma del Atlántico Sur, Nicaragua. Khu tự quản Paiwas có diện tích 2375 ki lô mét vuông. Đến thời điểm năm 2005, huyện Paiwas có dân số 31762 người.